# 第11旅団 (ウクライナ国家親衛隊)
第11旅団（だい11りょだん、ウクライナ語: 11-та бригада）は、ウクライナ国家親衛隊の旅団。南部作戦地域司令部隷下。

## 概要

### ソ連国内軍
1966年9月30日、ソ連国内軍第21独立特殊自動車化警察大隊としてウクライナ・ソビエト社会主義共和国オデッサ州で創設された。
1986年4月、第17独立護送旅団隷下に配属された。
1989年3月、部隊増強に伴い、第42特殊自動車化警察連隊に改編された。

### ウクライナ国家親衛隊/ウクライナ国内軍
1992年1月、ソビエト連邦の崩壊とウクライナの独立で創設されたウクライナ国家親衛隊に編入し、第3師団隷下の第7連隊に改編された。第42連隊の連隊本部を基幹に第3師団が創設されたため、ウクライナでも本部・隷下部隊の主従関係が形を変えて継続された。
1995年1月、ウクライナ国内軍に編入し、部隊増強に伴い、第22独立特殊自動車化警察旅団に改編された。
1999年、部隊縮小に伴い、第12独立連隊に改編された。
2003年、部隊縮小に伴い、第33独立大隊に改編された。
2013年11月、ユーロマイダンに治安出動した。

### ドンバス戦争

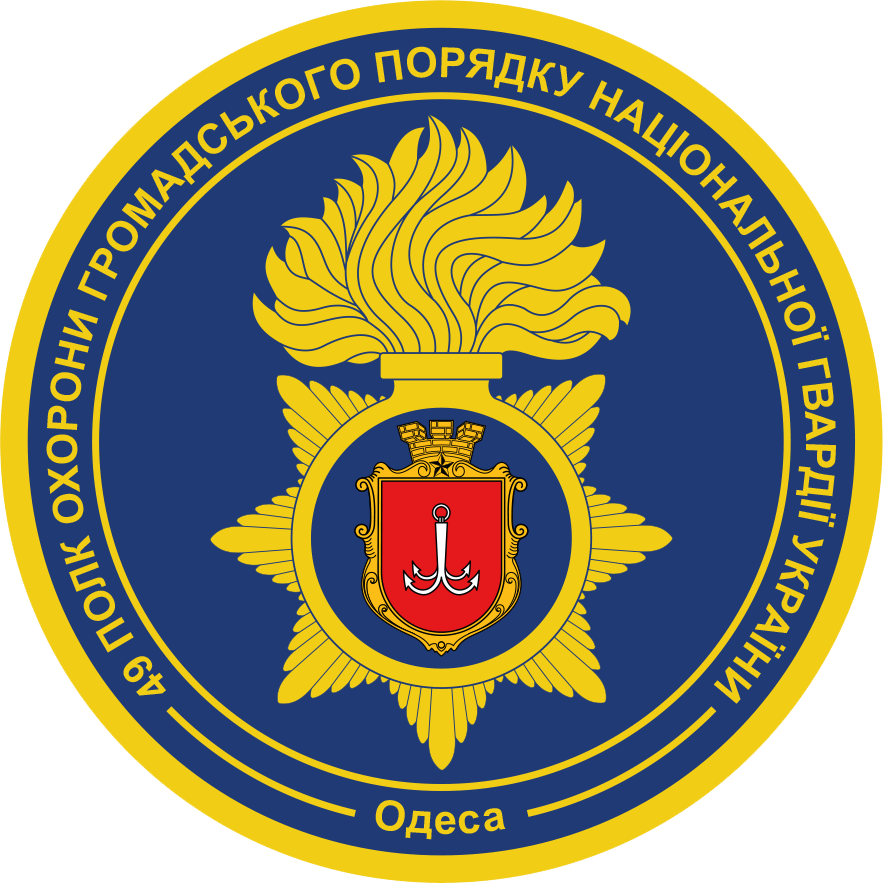
第49治安防護連隊章

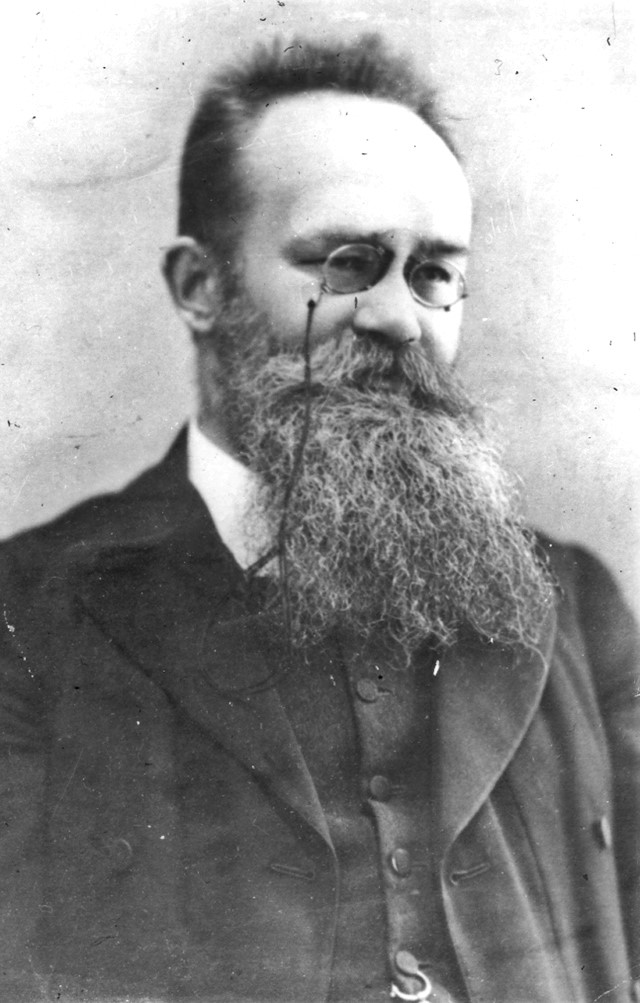
ミハイロ・フルシェウシキー

2014年3月、ウクライナ国内軍の廃止で創設されたウクライナ国家親衛隊に編入し、部隊増強に伴い、第49治安防護連隊に改編された。
2014年11月からドンバス戦争で東部ドネツィク州に配備された。
2018年8月、第4パトロール大隊が第18独立大隊に改編された。
2019年10月、部隊増強に伴い、第11旅団に改編された。
2021年8月23日、ウォロディミル・ゼレンスキー大統領より、名誉称号「ミハイロ・フルシェウシキー」を授与された。

### ロシアのウクライナ侵攻

#### 南部・ザポリージャ戦線
2023年8月、ロシアのウクライナ侵攻で南部ザポリージャ州ポロヒー地区に配備され、オリヒウ方面に展開した。

## 編制
- 旅団司令部（オデッサ）
- 第1パトロール大隊
- 第2パトロール大隊
- 第3パトロール大隊
- 特務大隊（ゼレブコベ）
- 第18独立大隊（ウクライナ語版）（イズマイール）
- パトカー中隊